# Poekilloptera miliaria
Poekilloptera miliaria är en insektsart som först beskrevs av Jacobi 1904.  Poekilloptera miliaria ingår i släktet Poekilloptera och familjen Flatidae.
Artens utbredningsområde är Colombia. Inga underarter finns listade i Catalogue of Life.